# BFG (무기)
BFG("Big Fucking Gun")는 많은 비디오 게임, 주로 둠 (시리즈) 및 퀘이크 (비디오 게임 시리즈)와 같은 이드 소프트웨어에서 개발한 시리즈에서 볼 수 있는 가상의 무기이다.
약어 BFG는 톰 홀의 원래 둠 디자인 문서와 Doom II: Hell on Earth의 사용자 설명서에 설명된 대로 "Big Fucking Gun"을 의미한다. 퀘이크 2 매뉴얼에는 "Big, Uh, Freakin' Gun"을 의미한다고 나와 있다. 이 완곡한 표현은 BFG의 더 욕설적인 이름을 의미한다. 둠 (2005년 영화) 영화에 사용된 이름의 또 다른 버전은 "Bio Force Gun"이다. 둠 게임에 나오는 버전은 "BFG 9000"이고 퀘이크에 있는 버전은 "BFG 10K"이다.